# Црква Светог Николе у Штрпцу
Црква Светог Николе у Штрпцу, Косово и Метохија, је црква Српске православне цркве и споменик културе од изузетног значаја, подигнута у 16. веку.

## Историја и изглед
Према препису данас уништеног ктиторског натписа, познато је да је 1576/1577. године прилозима многобројних мештана сазидана и живописана црква посвећена Светом Николи. Старо село, поменуто у турском дефтеру 1455. године са 65 кућа, тек тада је било добило храм од трајног материјала. Од њега је, после обнове у 19. веку, остао само део апсиде и северног зида, који показују брижљиво зидање тесаним каменом и споља петострани облик олтарске апсиде. Декоративност грађења исказана је прислањањем колонета уз спој страна. Грађена је сигом, речним каменом и малтером. На поду је кошуљица од тераца, али је некада био поплочан квадратним керамичким плочама (по казивању свештеника).
О знатном квалитету првобитног живописа сведоче тек једна фигура ђакона у северном делу олтара и неколико фрагмената из зоне сокла. На тријумфалном луку испред апсиде налазе се фреске каснијег датума, по свему судећи из XIX века, са ликовима Св. Петке и Св. Варваре. Површине полуобличастог свода цркве данас су прекречене. На тријумфалном луку испред апсиде налазе се фреске каснијег датума, по свему судећи из XIX века, са ликовима Св. Петке и Св. Варваре. Површине полуобличастог свода цркве данас су прекречене.
У великој обнови срушен је западни зид да би се црква продужила, а остали зидови су знатно надвишени и пресведени. Црква је тада добила и звоник. Сва је прилика да је зограф Јевгеније из Галичника – који је 1888. године радио иконостас за нову, Богородичину цркву у Готовуши – извео иконе и за обновљени штрбачки храм. На иконостасу, чија је дрвена конструкција веома црвоточна, налазе се иконе сликане уљем на платну.
- Црква Светог Николе
- Апсида
- Христос Емануил
- Свети Никола
- Света Петка
- Света Варвара
- Иконостас